# 中国共产党第七次全国代表大会

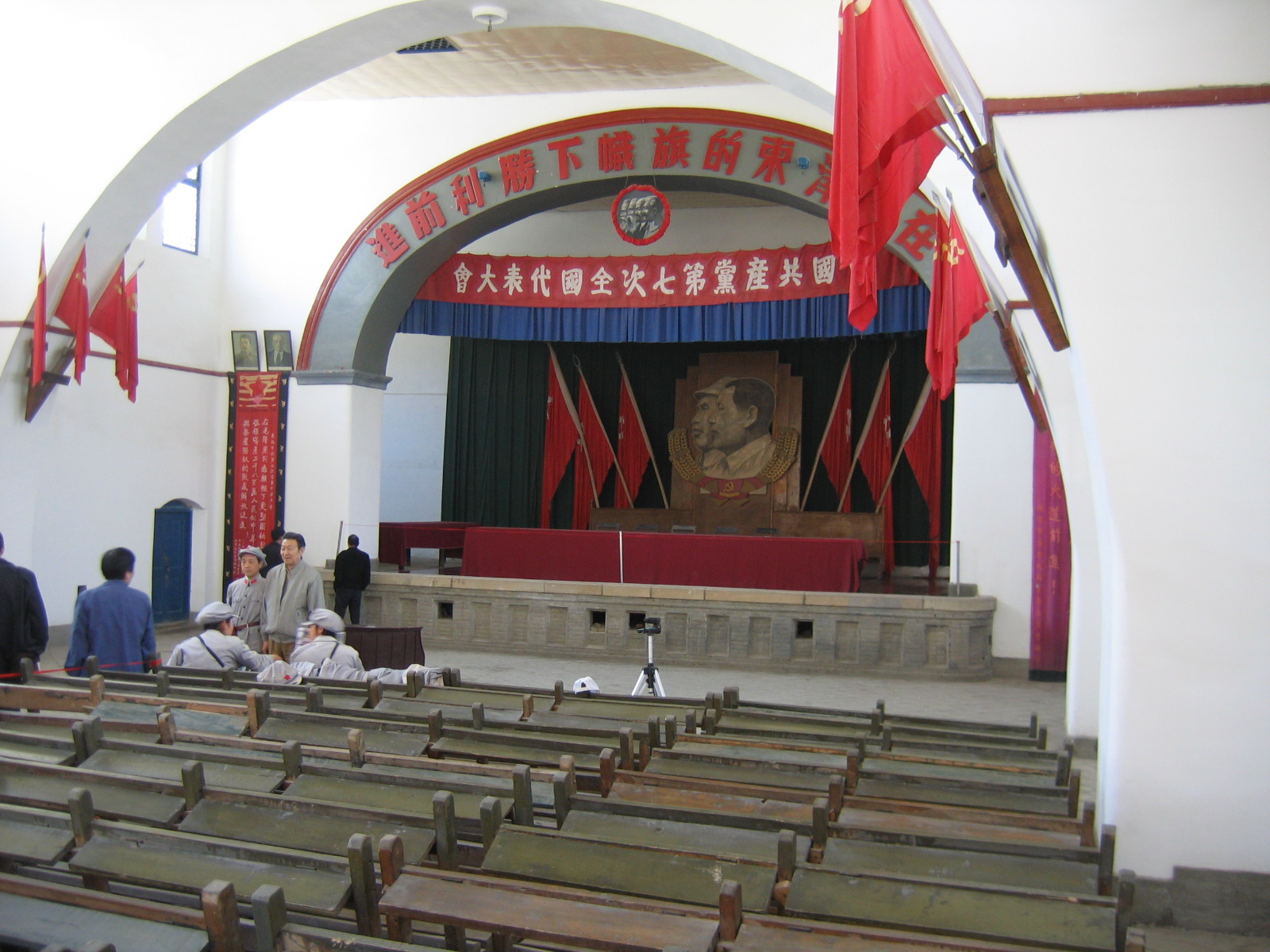
楊家嶺中央大禮堂

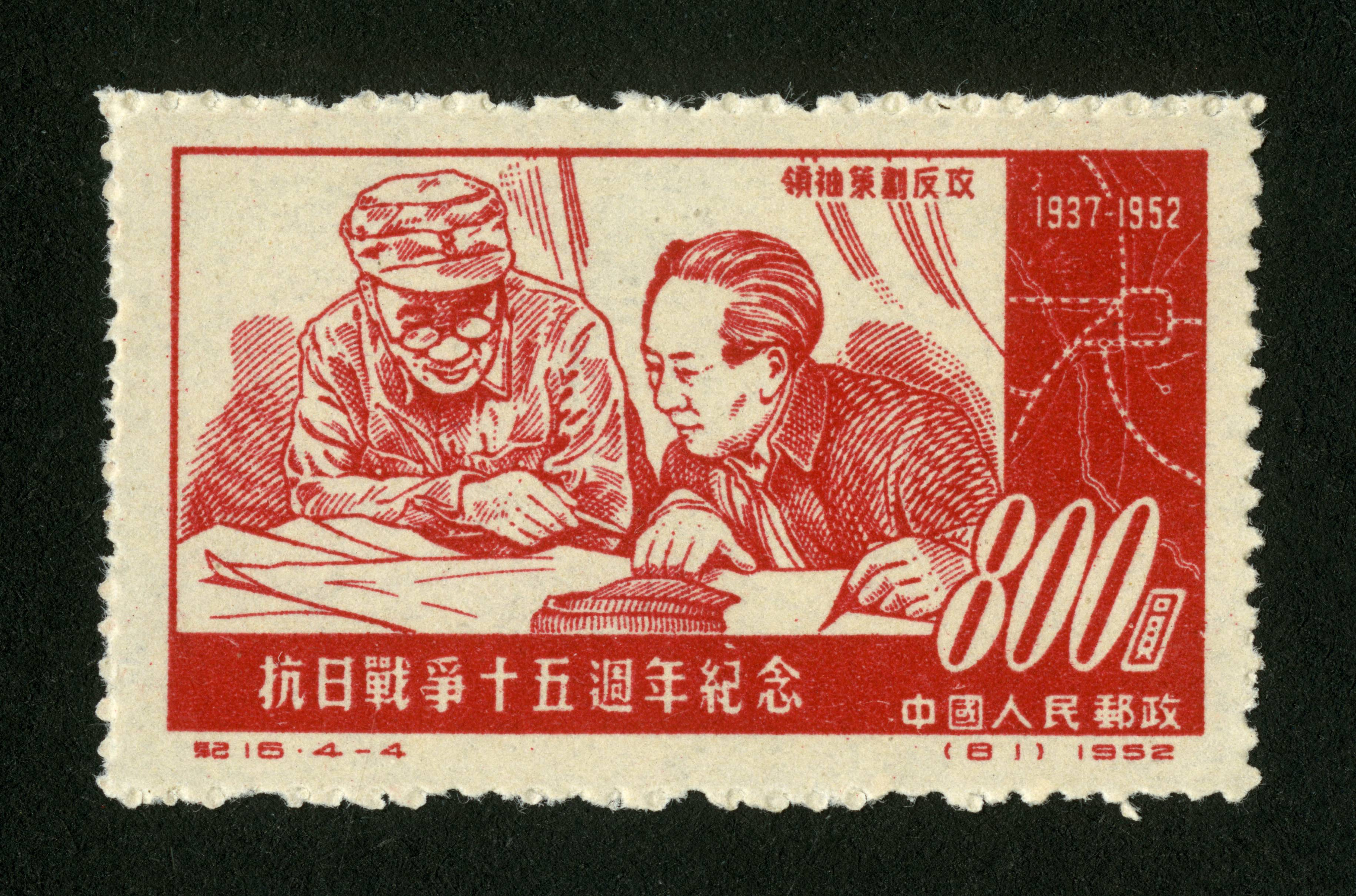
抗日战争十五周年纪念邮票：领袖策划反攻

中国共产党第七次全国代表大会于1945年4月23日至6月11日在延安召开，出席的代表有755人，其中正式代表547人、候補代表208人，代表全国121万名党员。

## 准备
1945年4月23日，中国共产党第七次全国代表大会在延安的杨家岭中央大礼堂召开，大会的主席台上懸掛著中共中央政治局主席兼中央书记处主席毛泽东的巨幅畫像，毛泽东的巨幅画像上方悬挂着一条「在毛泽东的旗帜下胜利前进」标语，毛泽东画像的两边挂着中国共产党党旗，会场两侧的墙上张贴着「坚持真理」、「修正错误」等标语，会场后面的墙上挂着「同心同德」四字。会场的墙边插着24面红旗，象征着中国共产党24年奋斗的历程。红旗插在「V」字形木座上，「V」字形木座象征革命胜利。
代表被分為中直（包括軍直系統）、西北、晉綏、晋察冀、晋冀魯豫、山東、華中和大後方8個代表團。在中国共产党第七次全国代表大会的代表中，年龄最大的近70岁，最小的才20岁左右。中国共产党第七次全国代表大会选举毛泽东、朱德、刘少奇、周恩来、任弼时、林伯渠、彭德怀、康生、陈云、陈毅、贺龙、徐向前、高岗、张闻天和彭真15人组成主席团，选举任弼时为大会秘书长、李富春为副秘书长。

## 经过
在会议上，中共中央政治局主席兼中央书记处主席毛泽东致题为《两个中国之命运》的开幕词，并作《论联合政府》的政治报告，其中提到“知无不言，言无不尽；言者无罪，闻者足戒；有则改之，无则加勉”；刘少奇作《关于修改党章的报告》；朱德作《论解放区战场》的军事报告；周恩来作《论统一战线》的报告；任弼时作关于中国共产党的历史问题的报告。大会通过了新的《中国共产党章程》，确定以马克思列宁主义与中国革命实践相统一的毛泽东思想作为中国共产党一切工作的指针，并提出要为建立联邦共和国而奋斗。大会选举产生了组成新一届中央委员会，新的中央委员会由44名中央委员会委员和33名中央委员会候补委员组成。在闭幕式上，毛泽东作了题为《愚公移山》的结束词，中国共产党第七次全国代表大会形成了毛泽东思想，正式确立了毛泽东在中共党内不可动摇的领导地位。
中共七大是在抗日战争结束前召开的。它制定了中国共产党之后的纲领和策略，通过之前的整风运动，使中共党员特别是高级干部在马克思列宁主义、毛泽东思想的基础上得以提高并增强团结，巩固了毛泽东的领导地位。此次大会为中国共产党与八路军、新四军实行抗战后期的战略转变，为即将到来的国共内战在理论、思想、组织等各方面作好了准备。